# Александра Сърчаджиева
Александра Йосифова Сърчаджиева е българска актриса.

## Кариера
Завършва 8-о СОУ в София. След това завършва актьорско майсторство за драматичен театър в НАТФИЗ „Кръстьо Сарафов“ през 2006 г., в класа на проф. Здравко Митков. На 1 септември 2006 г. е назначена на щат в театър „Българска армия“. Играе в различни пиеси в театъра, като по-известните от тях са: „Ножица – трепач“, „Процесът срещу Дон Жуан“, „Чайка“ и други.
Започва работа като водеща в музикалното предаване „Мело ТВ Мания“ по Канал 1.
Има участия и в няколко филма, като за филма „Шивачки“ е номинирана за награда за главна женска роля.
От 2014 г. е на щат в Сатиричния театър „Алеко Константинов“.
Била е водеща на Фермер търси жена, (2011 г.), BIG и VIP BROTHER (2012-2018 г.) заедно с Ники Кънчев, Dancing Stars (2013-2014 г.) с Красимир Ранков и Калин Сърменов, както и самостоятелно на първия сезон (2019 г.) на „Игри на волята“ по Нова ТВ. От 2022 г. води токшоуто „Животът по действителен случай“ по Би Ти Ви, а от 2024 г. води предаването „Аз обичам България“ по същата телевизия.

## Роли

### Театрални постановки
- „Уморените коне ги убиват, нали?“ – Джаки
- „Процесът срещу Дон Жуан“ – Малката
- „Ножица – трепач“ – Диди Маркова
- „Боряна“ – Боряна
- „Без контрол“
- „По-големият син“ – Нина
- „Чайка“ – Нина Заречная
- „Рейс“ – Влюбената
- „Бурунданга“ – Берта
- „Не всеки крадец е мошеник“ – Жената на крадеца
- „Терапевти“ – Шарлът
- „За какво Ви е ДОН КИХОТ?“ – Марсела
- Моноспектакъл “ На живо “ - Александра Сърчаджиева

### Филми
- „Мечтатели“ (1987)
- „Вампири, таласъми“ (1992) – (като Ал. Сърчаджиева)
- „Най-важните неща“ (2-сер. тв, 2001) – Маринела
- „Версенжеторикс“ (2001)
- „Хълмът на боровинките“ (2001)
- „Леден сън“ (2005) - Ани, младата студентка
- „Турски гамбит“ (2005) (4 серии) (Турецкий гамбит) (Русия/България)
- „Валсове и танга от село Бела вода“ (2007) късометражния филм, в който дели екран с майка си Пепа Николова
- „Шивачки“ (2007) – Дора
- „Пъзел“ (2012) – Пепи

### Сериали
- „Женени с деца в България“ (2012) (16 серии) – Дора Николова
- „Откраднат живот“ (2016; 2021) – Д-р Катя Кръстева през 80-те години (първи сезон) и Д-р Габриела Димова (единадесети сезон, „Финалът“)
- „Господин X и морето“ (2019) – Ася Сарафова
- „Алфа“ (2024) - Ралица Велева

### Дублаж
- „Ким Суперплюс“ – Амилия (един епизод, 2005)
- „Самолети“ – Доти (2013)
- „Самолети: Спасителен отряд“ – Доти (2014)
- „Angry Birds: Филмът“ – Матилда (2016)
- „Хотел Трансилвания 3: Чудовищна ваканция“ – Капитан Ерика (2018)[1]
- „Angry Birds: Филмът 2“ – Матилда (2016)

## Личен живот
Живее и израства с майка си Пепа Николова, като с баща си не е близка, въпреки че носи неговата фамилия. Казва, че се е виждала с него само един-единствен път, когато е била на 11 години, в една сладкарница, за 2 – 3 сладоледа. Загубва майка си (единственият човек, който се е грижил за нея, докато е била дете) на 22 септември 2006 г., след дълго боледуване. Живее и израства в софийския квартал Мусагеница.
След загубата на майка си се сближава с актьора Иван Ласкин, който ѝ помага да преживее трудния момент. През 2010 г. им се ражда дъщеря. Сърчаджиева и Ласкин живеят на семейни начала до смъртта му от чернодробни проблеми на 6 януари 2019 г.